# Julia Mayo
Julia Mayo (Colón, Panamá, 21 de noviembre de 1972) es una arqueóloga e investigadora panameña-española. Es directora del Proyecto Arqueológico El Caño, considerado el hallazgo arqueológico más importante de América en las últimas décadas. Es directora del Centro de Investigaciones Arqueológicas del Istmo y una de las fundadoras y presidenta de la Fundación El Caño. Es además miembro del Sistema Nacional de Investigación de la Secretaría Nacional de Ciencia, Tecnología e Innovación de Panamá.

## Trayectoria
Su niñez, adolescencia y primeros años de vida adulta transcurrieron en España. Su residencia familiar en El Barco de Valdeorras, Orense, en Galicia, se encuentra ubicada en el centro de uno de los sistemas de explotaciones auríferas más importante del Imperio Romano, lo que la motivó desde muy joven a interesarse por la historia y la arqueología. Realizó estudios primarios en la Escuela Condesa de Fenosa y sus estudios secundaria en el Instituto Marta Guisela, ambos en la misma localidad

### Vida profesional
En 1997 obtuvo una licenciatura en Geografía e Historia en la Universidad Complutense de Madrid. En esa misma universidad, en 2004 hizo un doctorado en Geografía e Historia con especialidad en Antropología - Arqueología Americana.
Desde 2001 se dedica profesional a la arqueología. Ha dirigido numerosas excavaciones y prospecciones arqueológicas, la mayoría en la región cultural Gran Cócle en el interior de Panamá. En 2011 creó la fundación El Caño, un centro de investigaciones arqueológicas de Panamá. Con su equipo de trabajo ha contribuido a entender el mapa político de los Llanos de Coclé, una necrópolis que data entre los años 700 y el 1100 d. C. Han descubierto cómo se estructuraba esa sociedad precolombina, cuáles eran sus costumbres y rituales funerarios, sus conocimientos tecnológicos, el manejo que se hacía de los recursos naturales del entorno y su relación con otras poblaciones.
En enero de 2012, las excavaciones de El Caño fueron reseñadas en todas las ediciones de la revista National Geographic, que dedicó su portada a nivel global a este importante hallazgo. En la portada aparece una figura de oro, encontrada en este sitio, junto al título El dorado de Panamá.
   

Durante una entrevista del 2020, Julia Mayo manifestó que: 
National Geographic fue importante no solo porque hizo llegar a un gran número de personas nuestro trabajo, sino también porque financiaron la excavación. En 2007, mi hermano Carlos y yo visitamos algunos museos de Estados Unidos que guardan piezas de El Caño y circunstancialmente cenamos con una arqueóloga, Elsa Redmond, quien es miembro de uno de los comités de la National Geographic Society. Le hablamos de El Caño y de la posibilidad de que ese lugar tuviese tumbas con entierros múltiples como las de Sitio Conte y me animó a aplicar a los programas de National Geographic, a través de los cuales la sociedad ofrece fondos para la exploración e investigación. Y eso hice. Así que ellos no solo publicaron el descubrimiento, sino que además lo hicieron posible. 
Julia Mayo trabaja en un proyecto de investigación para determinar el grado de desarrollo social, político y económico de la Jefatura de Río Grande (tradición arqueológica Gran Coclé), así como los procesos que intervinieron en su desarrollo.

## Reconocimientos
- Fue incluida en el libro Inspiro y creo: historias de 36 mujeres por un mundo con más niñas en ciencia, tecnología, ingeniería y matemática.[7]
- En 2019 recibió una placa de reconocimiento a la labor del grupo de investigación del Proyecto Arqueológico El Caño, otorgada por la Secretaría Nacional de Ciencia y Tecnología de Panamá.[2]

## Obras
Algunas de sus obras: 
- Funerary Rituals among the Elite of the Río Grande Chiefdom, Panamá: Preparations for the Final Journey of a Powerful Coclé Warrior, capítulo del libro Pre-Columbian Art from Central America and Colombia at Dumbarton Oaks, Dumbarton Oaks (2021) y El Caño.
- El Caño: Memorias de Excavación. Campañas de excavación 2008 a 2011 y 2012 a 2017, volúmenes I y II (2021)
- La tumba T7 de la Necrópolis de El Caño, tradición arqueológica Gran Coclé, Istmo de Panamá (2016).
- El Caño. Historia del proyecto arqueológico y sus descubrimientos en una necrópolis del Coclé precolombino, capítulo libro Guerreros de Oro. Los señores de Río Grande, 2015. Editorial Caribe.